# Domaine de l'ancien séminaire de Sommervieu
Le domaine de l'ancien séminaire, situé à l'emplacement d'un ancien château détruit dans les années 1950, est un domaine qui se dresse sur le territoire de la commune française de Sommervieu dans le département du Calvados, en région Normandie, en France.
Propriété des évêques de Bayeux jusqu'à la Révolution française, le domaine est vendu comme bien national. Il trouve un usage d'enseignement et ecclésiastique jusqu'au début du XXe siècle. Par la suite, il a des usages divers durant ce siècle, le château du XVIe siècle devenu ruine étant détruit à la fin des années 1950. À la fin du premier quart du XXIe siècle, l'édifice est transformé en appartements.
Le domaine est protégé au titre des monuments historiques depuis 2024.

## Localisation
Le domaine est situé à Sommervieu, dans le département français du Calvados.

## Historique

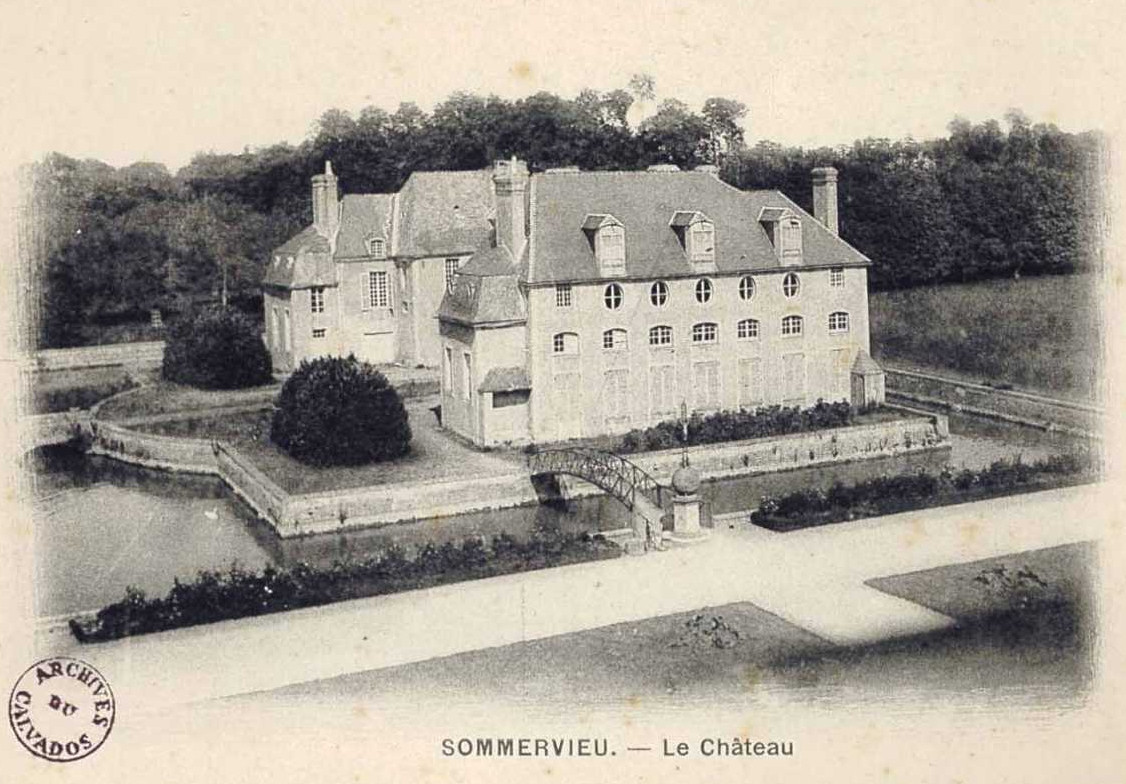
Le château de Sommervieu avant sa démolition.

Le château existe sur le site avant le XIVe siècle. L'évêque de Bayeux achète le site en 1477. Le château est reconstruit pour Bernardin de Saint-François à partir de 1579. Le château devient résidence d'été des évêques au XVIIIe siècle. Des travaux ont lieu dans le second quart du XVIIIe siècle.
En 1791, le domaine est vendu comme bien national. Vendu en 1833 par les héritiers de l'acheteur au séminaire Saint-Sulpice de Paris, le site devient une annexe du grand séminaire de Bayeux en 1838. Il ferme après la loi de séparation des Églises et de l'État de 1905.
En 1906, le site est affecté au département du Calvados et connaît divers usages. Lieu de caserne pour des soldats belges pendant la première guerre mondiale, il est utilisé comme stockage de munitions par l'occupant durant la seconde guerre mondiale.
Le château, ruiné, est détruit en 1957-1958. Le domaine abrite une colonie de vacances dans les années 1960.
Propriété de l'évêché, le domaine est confié à une communauté religieuse, la Fraternité Charles de Jésus, jusqu'à la dissolution de celle-ci en 2015. Le domaine est alors vendu par le diocèse et passe dans les mains d'un couple désireux de le soustraire à l'achat par des fonds de pension étrangers.
Il est acheté par un investisseur, sauf le parc, désireux de transformer le bâtiment principal en 67 appartements, lieu d'habitat permanent. La fin du chantier est prévue à 2028. La chapelle reste hors du champ de l'opération, aucune solution n'étant trouvée au début de l'année 2024. En juillet 2024, la chapelle est détenue par un professionnel de l'événementiel.

## Description

### Différents éléments

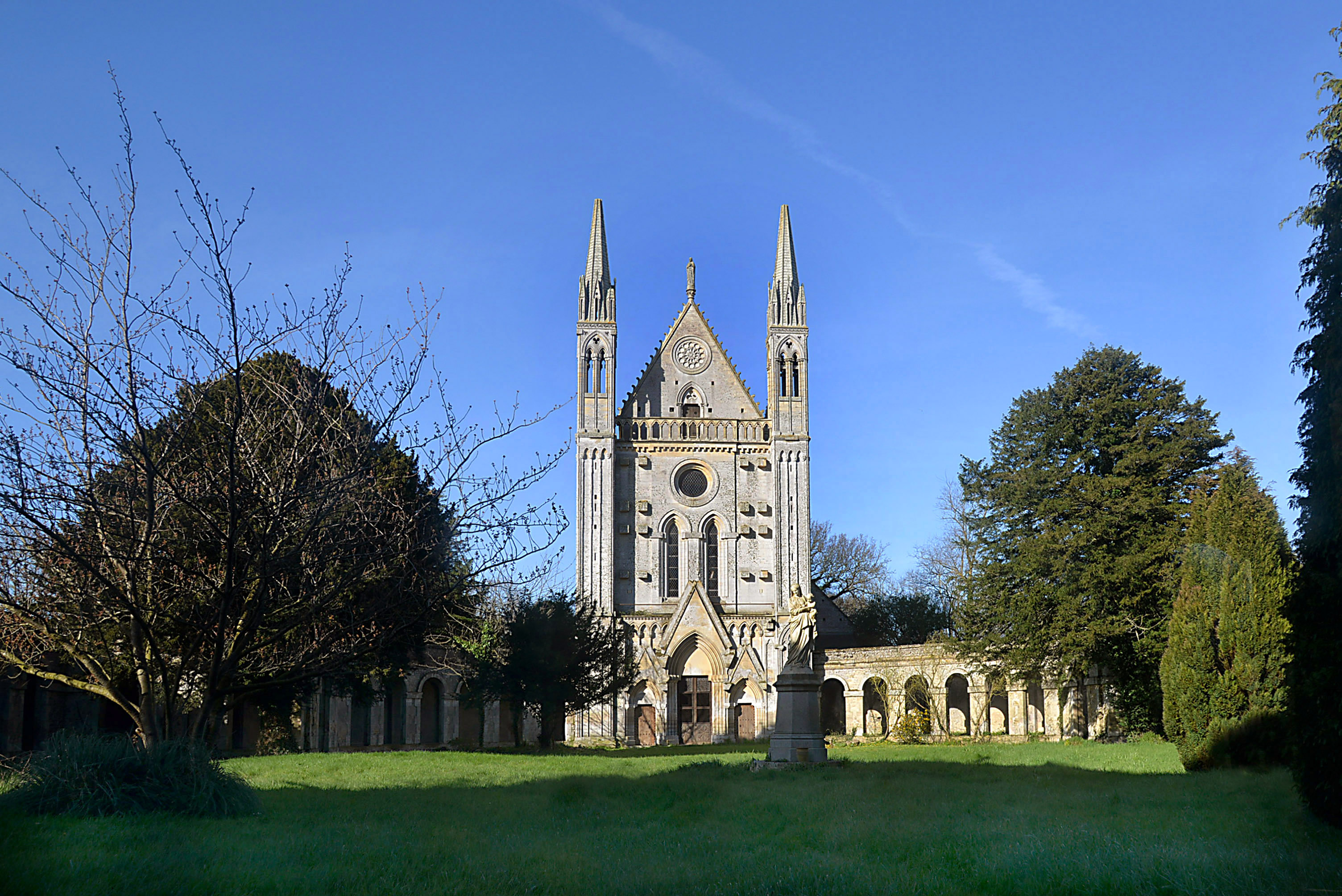
Chapelle de l'Immaculée Conception

Le portail du château sur la rue Saint-Pierre est daté de 1760. Il est érigé sous l'épiscopat de Pierre-Jules-César de Rochechouart.
De l'ancien château, il ne reste que les douves, toujours en eau, et une partie du parc.
La construction des bâtiments du séminaire est confiée à l'architecte Édouard Le Forestier. Le bâtiment principal date de la fin des années 1830.
La construction du cloître débute en 1844, mais l'élément n'est jamais achevé.
La bibliothèque, les communs et le réfectoire sont construits de 1864 à 1877.
La chapelle dédiée à l'Immaculée Conception est édifiée de 1851 à 1862 par le supérieur du séminaire après le décès de l'architecte des autres bâtiments « selon le plan d'une sainte chapelle médiévale » dans le style néogothique. La chapelle, consacrée le 25 octobre 1862, est terminée seulement en 1891.

## Protection aux monuments historiques
Font l'objet d'une protection au titre des monuments historiques depuis le 22 octobre 2024 :
- les façades et les toitures du bâtiment principal de l'ancien séminaire, des anciens réfectoire et cuisine, des communs, du pavillon dit de l'Orangerie, ainsi que de la sacristie,
- la chapelle en totalité,
- les douves et la grille d'entrée, ainsi que les douves en eau de l'ancien château,
- la galerie et la fausse galerie du faux cloître,
- les murs de clôture et le sol d'assiette, allées d'arbres et bois,
- le parc[6].